# انجمن جهانی رز
انجمن جهانی رز (به انگلیسی: World Rose Convention) انجمنی در ارتباط با گل رز است. تا سال ۲۰۱۳ این انجمن  ۳۹ کشور عضو از سرتاسر جهان داشته‌است. هر ۳ سال یکبار، از طرف این انجمن، یک گردهمایی به نام فدراسیون جهانی رز (به انگلیسی: World Federation of Rose Societies) به‌طور مخفف  WFRS  در یکی از کشورهای عضو برگزار می‌شود. در سال ۲۰۰۶ برای اولین بار فدراسیون جهانی رز در یک کشور آسیایی و در شهر اوزاکا برگزار شد.

## کشورهای عضو
ژاپن، آرژانتین، استرالیا، اتریش، بنگلادش، بلژیک، برمودا، کانادا، شیلی، چین، جمهوری چک، دانمارک، فنلاند، آلمان، یونان، هند، اسرائیل، ایتالیا، فرانسه، لوکزامبورگ، هلند، نیوزیلند، ایرلند شمالی، نروژ، پاکستان، آفریقای جنوبی، لهستان، رومانی، اسلواکی، اسلوونی، اسپانیا، سوئد، سوئیس، انگلستان، ایالات متحده آمریکا، اروگوئه، زیمبابوه

## محل برگزاری فدراسیون جهانی رز
| بار         | سال برگزاری | منطقه برگزاری       | کشور برگزارکننده      |
| ----------- | ----------- | ------------------- | --------------------- |
| بار اول     | ۱۹۷۱        | هامیلتون            | نیوزیلند              |
| بار دوم     | ۱۹۷۳        | شیکاگو              | ایالات متحده آمریکا   |
| بار سوم     | ۱۹۷۶        | آکسفورد             | بریتانیا              |
| بار چهارم   | ۱۹۷۸        | پرتوریا             | آفریقای جنوبی         |
| بار پنجم    | ۱۹۸۱        | اورشلیم             | اسرائیل               |
| بار ششم     | ۱۹۸۳        | بادن بادن           | آلمان                 |
| بار هفتم    | ۱۹۸۵        | تورنتو              | کانادا                |
| بار هشتم    | ۱۹۸۸        | سیدنی               | استرالیا              |
| بار نهم     | ۱۹۹۱        | بلفاست              | بریتانیا              |
| بار دهم     | ۱۹۹۴        | کرایستچرچ           | نیوزیلند              |
| بار یازدهم  | ۱۹۹۷        | بروکسل و جاهای دیگر | بلژیک هلند لوکزامبورگ |
| بار دوازدهم | ۲۰۰۰        | هوستون              | ایالات متحده آمریکا   |
| بار سیزدهم  | ۲۰۰۳        | گلاسکو              | بریتانیا              |
| بار چهاردهم | ۲۰۰۶        | اوزاکا              | ژاپن                  |
| بار پانزدهم | ۲۰۰۹        | ونکوور              | کانادا                |